# Champagnac-la-Prune
Champagnac-la-Prune é uma comuna francesa na região administrativa da Nova Aquitânia, no departamento de Corrèze. Estende-se por uma área de 13,27 km². Em 2010 a comuna tinha 164 habitantes (densidade: 12,4 hab./km²).